# Луб
Луб — подкорье, исподняя кора дерева, покрывающая заболонь, одна из составных частей сосудисто-волокнистого пучка. Смотря с какой части части дерева снимается луб он называется снятым c комелеваго кряжа, подкомелевым или снятым c больших сучьев.
Обычно липовый луб шёл на кровли (под тёс), мочала, а луб с молодых лип — на лыко.
Лубом растения называют как всю флоэму, так и только вторичную флоэму, по нему осуществляется поток питательных веществ в растении. 
Лубом называли также волокна конопли, льна, крапивы, употреблявшиеся для выделки пряжи.